# Tragikomédia
A tragikomédia a tragikumot és a komikumot ötvöző drámai műfaj.
A tragikomikus műfaj jellegzetessége, hogy a két ellentétes pólus erősítheti, ellensúlyozhatja, kiolthatja egymást.

## Eredete
A szót Plautus vezette be Amphitruo műve kapcsán, mintegy mentegetve művét, amely felrúgta az akkori szabályokat (elvet): a ranghoz kötöttség elvét, mivel egyszerre szerepeltette a tragédia isteneit és hőseit a komédia rabszolgáival.
A szó másik értelmezését Giovanni Battista Guarini adta az 1601-ben megjelent Compendio della poesia tragicomica (A tragikomikus költészet kézikönyve) című könyvében, amelyben azt írja, hogy a tragikomédia jó befejezésű komoly játék. Később a 17. században a francia drámaelmélet a magas rangú személyekről szóló, nem halállal végződő történeteket nevezte így. Lessing szerint tartalmi hangulati ötvözet. A 19. században e kettősséget már egy jellemen belülre helyezték többek közt Ibsen a Vadkacsa című művében.